# Juan Ochoa de Elexalde
Juan Ochoa de Elexalde (Salinas de Léniz - 1557 Puebla de los Ángeles)  Fue un conquistador español que intervino en la conquista de México con Hernán Cortés.
En el año de 1508 llegó a la Isla Española y posteriormente a  la de Cuba sirviendo a los Reyes Católicos.
En 1533 tomó parte como escribano en la expedición de Cortés a Tehuantepec (México).
Fue nombrado por Hernán  Cortés primer alguacil de la ciudad de Veracruz.

## Biografía
Nació en Salinas de Léniz, población guipuzcoana al norte de España.
Era hijo de Martín de Elexalde y María Balategui y se casó, tal vez en España,  con Catalina Hernández. Tuvo siete hijos, tres de ellos clérigos y otro  de ellos fue regidor de la Ciudad de Puebla de los Ángeles.
Juan sabía leer y escribir ya que redactó varios documentos de la primera parte de la conquista, particularmente  después  de la huida de Tenochtitlan en la noche triste.

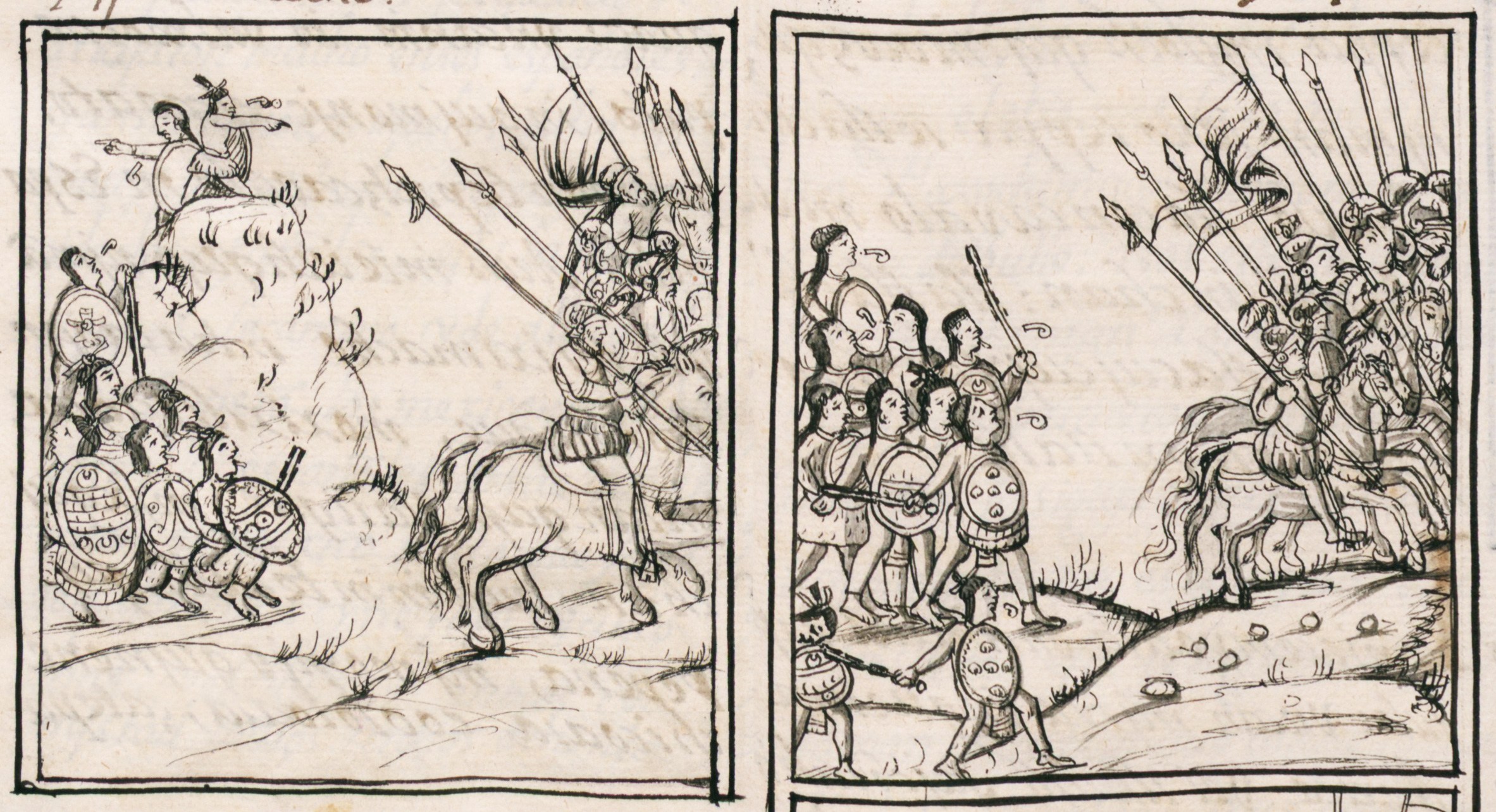
Conquistadores en México

Llegó al Nuevo Mundo en 1508  en Santo Domingo.
Participó en las conquistas de Puerto Rico y Cuba para volver a Santo Domingo donde se estableció legalmente en 1514.
En 1519  regresó a Cuba y posteriormente tomó parte como escribano en la expedición de Cortés a Tehuantepec (México) en 1533.
Posteriormente se le  encomendó la mitad de la cabecera de Teozacualco en Oaxaca, y los pueblos mixtecos de Guautla, Tanatepec y Tututepetongo.
Ochoa fue recibido como vecino de la Ciudad de México por el Cabildo el 15 de marzo de 1524 y se le dio un solar en la calle de Tabuca. Más tarde fue nombrado fiel (inspector de pesas y medidas) en la capital.
Por sus servicios, el rey   le concedió escudo de armas, por real cédula del 9 de noviembre de 1546.
Envió 50 ducados para el retablo mayor de la parroquia de Salinas de Léniz.